# Biagio Rossetti
Pour les articles homonymes, voir Rossetti.

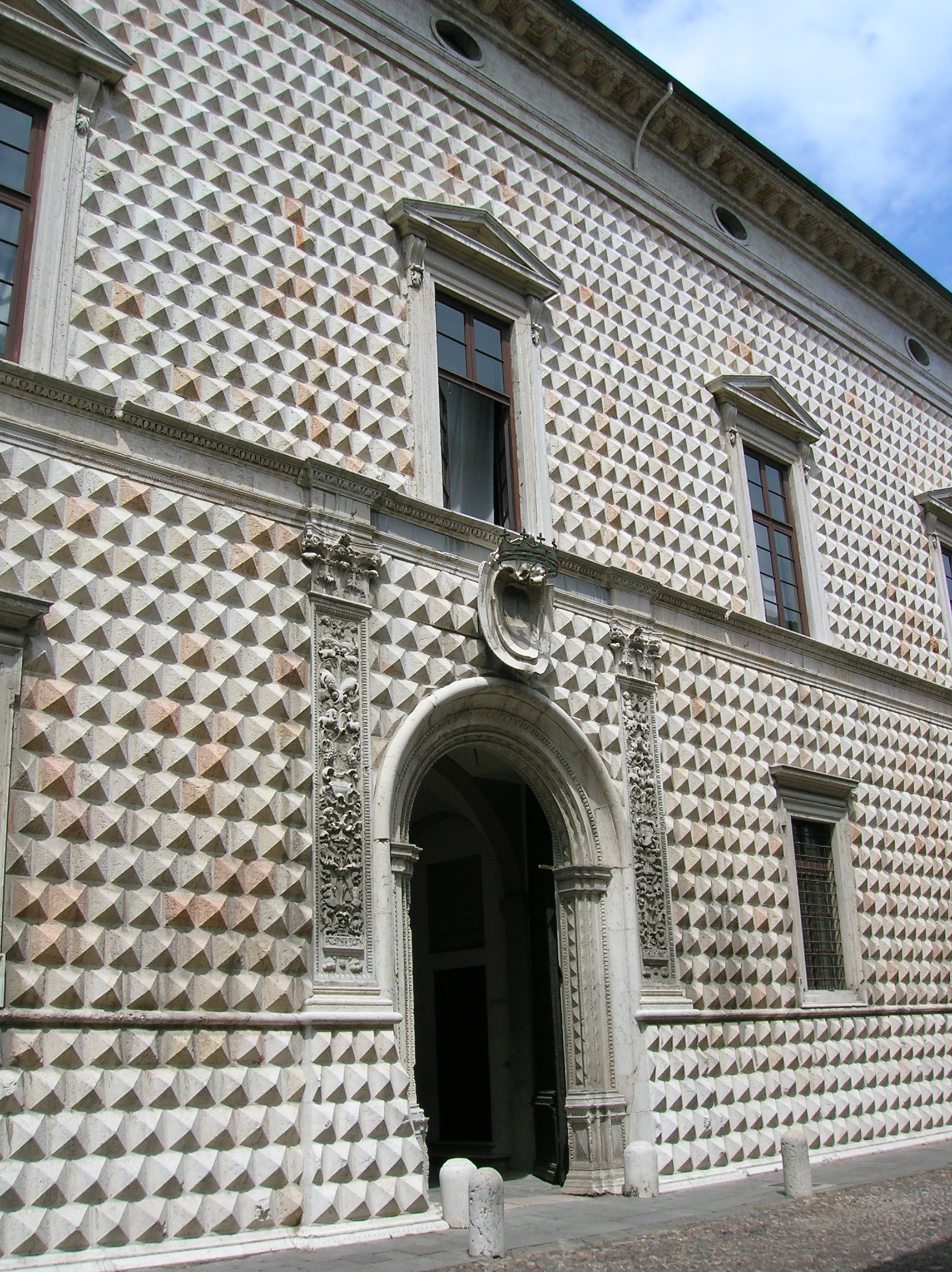
Façade du Palazzo dei Diamanti de Ferrare.

Biagio Rossetti (né vers 1447 à Ferrare et mort en 1516) est un architecte et urbaniste italien de la Renaissance, considéré comme le premier urbaniste à avoir adopté des méthodes de construction modernes.

## Biographie
Né à Ferrare, il travaille pratiquement toute sa vie au service de la famille d'Este dans cette ville. Il entreprend notamment la construction d'un complexe urbain aussi appelé Addizione Erculea, commandé par le duc Hercule Ier d'Este en 1492.
Grâce à la majesté de ses réalisations urbaines et à cette Addizione Erculea, Rossetti est considéré comme le premier urbaniste à avoir utilisé des modes de construction modernes qui ont permis à Ferrare d'être considérée comme la première ville moderne d'Europe.
Il réalise aussi le fameux Palazzo dei Diamanti, dont la caractéristique principale est la façade extérieure de marbre blanc.

## Œuvres principales
À Ferrare, on lui doit :
- l'église Saint-Christophe (it) dans le cimetière de la Chartreuse
- le palais de Ludovic le Maure, appelé aussi le Palazzo Costabili (it)
- l'église Saint-François (en)
- le campanile du monastère Saint-Georges-hors-les-Murs (it)
- l'Église Sainte-Marie-en-Vado

## Hommage
- La faculté de littérature de Ferrare, fondée en 1992 lui a été dédiée.

## Sources
- (it) Cet article est partiellement ou en totalité issu de l’article de Wikipédia en italien intitulé « Biagio Rossetti » (voir la liste des auteurs).
- Universalis